# Omalodes anthracinus
Omalodes anthracinus är en skalbaggsart som beskrevs av Sylvain Auguste de Marseul 1853. Omalodes anthracinus ingår i släktet Omalodes och familjen stumpbaggar. Inga underarter finns listade i Catalogue of Life.